# Tilak (naturreservat)
Tilak är ett naturreservat i Jokkmokks kommun i Norrbottens län.
Området är naturskyddat sedan 2016 och är 0,4 kvadratkilometer stort. Reservatet omfattar skog och myrar på en nordluttning ner mot sjön Dijlak. Reservatet består av tallskog och granskog med inslag av lövträd. 